# Río Járkov
El Járkiv (ucraniano: Ха́рків) o Járkov (ruso: Харьков), es un río de Europa Oriental que recorre el occidente de Rusia y el noreste de Ucrania, en esta última llega a ser un afluente izquierdo del Lopan en la ciudad de Járkov.

## Descripción
Se origina en las alturas de los alrededores de la ciudad de Oktyabrsky en el óblast de Belgorod, Rusia, para luego adentrarse en el óblast de Járkov y desembocar en el río Lopan cerca de la ciudad de Járkiv.
El río Járkiv puede haber dado nombre a la ciudad homónima. El río también es conocido como un lugar para nadar para las personas que disfrutan de la natación en agua fría conocida como morzhei o "morsas".

## Historia
En el siglo XVII, los cosacos ucranianos liderados por I. Karkach construyeron un asentamiento fortificado en la meseta rodeada por los ríos Járkiv y Lopan.
Durante la invasión rusa de Ucrania, en 2024, un ataque ruso el 9 de febrero a un depósito de petróleo causó un derrame en el río Nemyshlia, afluente del Járkiv, contaminándolo.

## Galería
|  |